# Marco Mecio Céler
Marco Mecio Céler (en latín: Marcus Maecius Celer) fue un senador romano que vivió a finales del siglo I y principios del siglo II, y desarrolló su cursus honorum bajo los reinados de Domiciano, Nerva y Trajano. Fue cónsul sufecto en el Nundinium de mayo-junio del año 101 junto a Gayo Sertorio Broco Quinto Serveo Inocente.
Los orígenes de Céler han suscitado cierta discusión. El hecho de que los elementos finales del nombre se compartan con el cónsul sufecto del año 100, Lucio Roscio Eliano Mecio Céler, ha llevado a algunos expertos a sugerir que los dos hombres eran hermanos. Sin embargo Olli Salomies respalda la hipótesis de Ronald Syme de que su filiación M.f. se refiere a un Marco Roscio, a saber, Marco Roscio Celio, cónsul en 81, que se casó con una tía del cónsul de 101, y esta fue la fuente de los dos últimos elementos del nombre; en lugar de hermanos, los dos Mecio Céleres eran primos.
Se cree que el lugar de origen de Céler era la Hispania Tarraconensis. Sin contar su consulado, solo se conoce un cargo del cursus honorum de Céler. En los últimos años del reinado del emperador Domiciano, Estacio escribe un poema saludando la partida de Céler para comandar una legión en Siria.